# الوصول إلى المعلومات العامة في بلغاريا
يعتبر حق الوصول إلى المعلومات العامة في بلغاريا حقًا يكفله الدستور الصادر عام 1991، ويخضع إلى أحكام قانون الوصول إلى المعلومات العامة الذي استحدث للمرة الأولى في عام 2000 وعُدّل في شهر ديسمبر من عام 2015. عززت التعديلات من عملية «الإفصاح الاستباقي» عن المعلومات، وشجعت الطلبات الإلكترونية، وسهلت من عملية إعادة استخدام المعلومات بما يتماشى مع التعميم رقم 37 لعام 2013 الصادر عن الاتحاد الأوروبي والمتعلق بإعادة استخدام المعلومات.
بشير مصطلح الوصول إلى المعلومات العامة وحرية المعلومات (الذي يعرف اختصارًا باللغة الإنكليزية بـ FOI) إلى الحق في الوصول إلى المعلومات التي تحتفظ بها الهيئات الحكومية، ويعرف أحيانًا أيضًا باسم «الحق في المعرفة». يعتبر الوصول إلى المعلومات العامة أمرًا ذو أهمية بالغة في تسيير أعمال الأنظمة الديمقراطية بشكل فعال، لأنه يعزز من مسألة إخضاع الحكومات والمسؤولين الحكوميين للمساءلة القانونية، ومن مشاركة الأفراد في الحكم ويسمح لهم بالمشاركة المستنيرة في الحياة السياسية. تقوم الفرضية الأساسية في حق الوصول إلى المعلومات العامة على فكرة وجوب أن تكون المعلومات التي تحتفظ بها المؤسسات الحكومية علنيةً، ولا يجوز إخفاؤها إلا عند وجود أسباب مشروعة محددة ينبغي تفصيلها في قوانين البلاد.

## خلفية
انطلقت، في عام 2014، مشاورات عامة حول إجراء بعض التعديلات على التشريعات الخاصة بالوصول إلى المعلومات. شُكلت، في صيف عام 2014، مجموعة عمل في وزارة تكنولوجيا نقل المعلومات والاتصالات، وكلفت بصياغة تعديلات على القوانين الخاصة بالوصول إلى المعلومات في التشريعات البلغارية، بما يتماشى مع التوجيه المنقح رقم 37 لعام 2013 الصادر عن الاتحاد الأوروبي والخاص بإعادة استخدام معلومات القطاع العام الخاصة بالبرلمان الأوروبي وبمجلس السادس والعشرين من شهر حزيران عام 2013. وسع التوجيه المعدل من نطاق إعادة استخدام معلومات القطاع العام من خلال إدراج الأرشيفات والمكتبات والمتاحف.
وقد تم الاتفاق على الانطلاق بالخطوة الأولى في طريق تعديل التشريعات الخاصة بالوصول إلى المعلومات العامة في القانون البلغاري في إطار صياغة ومناقشة الخطة الوطنية بموجب مبادرة الشراكة الحكومية المفتوحة.
اعتمدت جمعية بلغاريا الوطنية، في شهر نوفمبر من عام 2015، تعديلات على قانون الوصول إلى المعلومات العامة بهدف تعزيز الإفصاح الاستباقي، وتشجيع الطلبات الإلكترونية، وتسهيل إعادة استخدام المعلومات.
من الممكن أن يساعد اعتماد قانون الوصول إلى المعلومات –وفقًا للعضو السابق في مجلس الإعلام الإلكتروني البروفيسور جورجي لوزانوف– في زيادة شفافية قطاع الإعلام، لا سيما في مجالي ملكية وسائل الإعلام ومصادرة الأموال الغامضة في بلغاريا.

## الإطار القانوني

### الدستور
تنص المادة 41 من الدستور البلغاري الصادر عام 1991 على امتلاك المواطنين لحق طلب المعلومات والحصول عليها ونقلها، بشرط ألا يؤثر هذا الحق بشكل سلبي على الأمن القومي والنظام العام والصحة العامة والأخلاق. تخول المادة 41 المواطنين من الحصول على المعلومات من أجهزة الدولة وهيئاتها في أي أمر يمثل مصلحة مشروعة بالنسبة لأي منهم، وهي ليست سرًا من أسرار الدولة أو غيرها من التي ينص عليها القانون ولا تؤثر على حقوق الآخرين.

### قانون الوصول إلى المعلومات العامة
يخضع الوصول إلى المعلومات العامة في بلغاريا لـ «قانون الوصول إلى المعلومات العامة» الذي سُنّ عام 2000، وجرى تعديله مرتين، الأولى كانت في عام 2008، والثانية في عام 2015. يمنح القانون أي شخص، أو أي كيان قانوني، الحق في الوصول إلى المعلومات العامة بأي شكل تحتفظ به مؤسسات الدولة والكيانات الأخرى الممولة من قبل ميزانية الدولة والسلطات العمومية العاملة.

### تعديلات عام 2015 على قانون تنظيم الوصول إلى المعلومات العامة
يقدم الإطار القانوني المعدل للوصول إلى المعلومات العامة قائمة موسعة لتصنيفات المعلومات التي تخضع للإفصاح الاستباقي. فرضت التعديلات أيضًا، واجبًا صريحًا في نشر أي معلومات عند تقديم الطلب عليها لأكثر من ثلاث مرات، إلى جانب توسيع الالتزام بنشر المعلومات التي تهم الجمهور عبر الإنترنت.
تهدف تعديلات عام 2015 أيضًا إلى تشجيع تقديم الطلبات الإلكترونية التي يمكن إرسالها دون الحاجة إلى وضع توقيع إلكتروني عليها.
تتعلق إحدى التعديلات الجديدة باحتمال موافقة طرف ثالث، بمعنى، افتراض موافقة الطرف الثالث في حال عدم استجابته على طلب السلطات العامة، بالحصول على موافقته للكشف عن المعلومات المطلوبة التي تمسه، خلال 14 يوم من تاريخ تقديم الطلب، ويجب –بعد مرور هذه المدة، وبفضل هذا التعديل الجديد– تقديم المعلومات بالكامل. كان قانون الوصول إلى المعلومات العامة –قبل تعديل عام 2015– يفترض عدم موافقة الطرف الثالث بعد مرور مدة 14 يومًا، مما يجبر الهيئة العامة على توفير وصول (جزئي فقط) إلى المعلومات.
أدخلت التعديلات أيضًا «التوجيه 37 لعام 2013» الذي يعتبر تنقيحًا للتوجيه الأول بشأن إعادة استخدام معلومات القطاع العام لعام 2003، والذي تم تضمينه في عام 2007 في قانون الوصول إلى المعلومات العامة. وسع القانون المعدل –بما يتماشى مع التوجيه المنقح– من نظام إعادة استخدام المعلومات، من خلال حظر أية بنود تحصر الحق في استخدام قواعد البيانات، بما يتوافق مع حكم التوجيه الذي يلزم أي هيئة حكومية في الاتحاد الأوروبي بتوفير وصول متساو إلى قواعد البيانات، بتكاليف محسوبة بطريقة تتسم بالشفافية.
يتبنى الإطار القانوني الجديد تعريفًا أوسع نطاقًا لـ «منظمات القانون العام» التي تخضع لطلبات الوصول إلى المعلومات، ولإعادة استخدام المعلومات على حد سواء. أُدرجت المكتبات والمتاحف ودور المحفوظات إلى قائمة المؤسسات التي يتوجب عليها الكشف عن المعلومات بهدف إعادة استخدامها. تعتبر هيئات القطاع العام –وفقًا للقانون المعدل– ملزمة بتوفير وثائقها لمن يطلبها بطرق ميسرة وبصيغة صريحة ومقروءة آليًا، إضافة لتوفير البيانات الوصفية الملحقة بها، من خلال بوابة بيانات إلكترونية حكومية مفتوحة.

## الأحكام الرئيسية في قانون الوصول إلى المعلومات
يتوجب على جميع هيئات الدولة في بلغاريا –بموجب قانون الوصول إلى المعلومات العامة البلغاري– بما في ذلك مديرياتها ومكاتبها الإقليمية والمحلية والوحدات اللاإقليمية، وما إلى ذلك، إتاحة معلوماتها لمن يطلبها. ينطبق هذا القانون على سلطات الحكم المحلي، بما في ذلك رؤساء البلديات والمجالس البلدية. علاوة على ذلك، تخضع جميع الكيانات الأخرى لقانون الوصول إلى المعلومات، ولا سيما السلطات التي تؤدي وظائف عامة يحددها القانون، والتي يطلق عليها اسم «كيانات القانون العام»، كمجلس الإعلام الإلكتروني، والصندوق الوطني للتأمين الصحي، والأفراد والكيانات القانونية الممولة من قبل ميزانية الدولة أو من قبل ميزانية الاتحاد الأوروبي (الدعم الحكومي، ومشاريع الاتحاد الأوروبي على حد سواء).
ينطبق القانون على أية معلومات تنتجها (أو تحتفظ بها) سلطات الدولة والسلطات المحلية أو الكيانات الأخرى الملزمة بموجب القانون. يعتبر حق الوصول إلى المعلومات مقيدًا في الحالات التالية:
- المعلومات التي تصنف أسرارًا رسمية أو أسرار دولة.
- والمعلومات المتعلقة بالمفاوضات وبالعمل التحضيري لوضع قانون ما.
- والمعلومات التي تؤثر على مصالح طرف ثالث (كالأسرار التجارية والبيانات الشخصية).
- والمعلومات التي مُنح مقدم الطلب حق الوصول إليها خلال الأشهر الستة السابقة.

يتوجب –وفقًا للقانون في بلغاريا– الكشف عن المعلومات حتى مع تحقق إحدى الحالات آنفة الذكرة في حال وجود مصلحة عامة عليا تتطلب الكشف عن هذه المعلومات.
يمكن تقديم طلب الحصول على المعلومات شفهيًا أو كتابيًا، ويتوجب على كل سلطة في البلاد تعيين موظف واحد يتولى مسؤولية استقبال هذه النوعية من الطلبات ومعالجتها.
يعتبر الوصول إلى المعلومات في بلغاريا –تماشيًا مع أفضل الممارسات الدولية– مجانيًا. يمكن أن تتطلب عملية الوصول إلى المعلومات في بلغاريا دفع تكاليف معينة فقط لتغطية التكاليف الفعلية للحصول على المستند (طباعة، أو نسخ، أو إلخ).
يسمح القانون في بلغاريا لمقدمي طلب الحصول على المعلومات اللجوء إلى المحكمة في حال عدم حصولهم على المعلومات المطلوبة، ولا يوجد في القانون البلغاري أي بند متعلق بإنشاء مؤسسة مسؤولة عن الإشراف على تنفيذ قانون الوصول إلى المعلومات العامة في البلاد.